# Vahid Selimovic
Vahid Selimovic (* 3. April 1997 in Luxemburg) ist ein luxemburgischer Fußballspieler mit serbischen Wurzeln.

## Karriere

### Verein
Selimovic spielte bis 2010 in der Jugend von Etzella Ettelbrück und wechselte anschließend zum „Centre de Formation“ des FC Metz nach Frankreich. Zu Beginn des Jahres 2015 spielte er erstmals für die Reservemannschaft des FC Metz und stand ab der Saison 2017/18 fest im Kader des Profiteams. In der Ligue 2 kam er auf insgesamt 13 Spiele, ehe er in der Winterpause 2018/19 zu Erstligist Apollon Limassol in die zyprische First Division wechselte. Im August 2020 unterschrieb er dann einen Dreijahresvertrag beim griechischen Erstligisten OFI Kreta. Doch schon im Sommer 2022 wurde dieser wieder aufgelöst und Selimovic war über ein halbes Jahr vereinslos, ehe ihn im Januar 2023 der ND Gorica aus der Slovenska Nogometna Liga verpflichtete. Doch schon nach acht Ligaspielen verließ er den Verein im Sommer wieder und schloss sich dem bosnischen Erstligisten FK Željezničar Sarajevo an. Dort wurde sein Vertrag nach nur einer Spielzeit mit 14 Ligapartien und einem Teffer nicht weiter verlängert. Zur Saison 2024/25 unterschrieb Selimovic dann einen Vertrag beim FC Hermannstadt in der rumänischen Liga 1. 

### Nationalmannschaft
2012 kam Selimovic zu zwei Einsätzen für die luxemburgische U-15-Auswahl. Anschließend bestritt er am 24. Februar 2016 ein Testspiel für die Serbische U-19 gegen Bulgarien (2:0). Im März 2019 wurde er dann erstmals in den Kader der luxemburgische A-Nationalmannschaft berufen und am 2. Juni 2019 folgte sein Debüt im Testspiel gegen Madagaskar (3:3), wo der Innenverteidiger prompt das Tor zum zwischenzeitlichen 2:3 erzielen konnte. Einsatz Nummer zwei bestritt Selimovic wenige Tage später beim EM-Qualifikationsspiel in Litauen (1:1). In seinen bisher elf Länderspielen flog der Innenverteidiger bereits zweimal mit glatt Rot vom Feld.